# Megafroneta dugdaleae
Megafroneta dugdaleae är en spindelart som beskrevs av A. David Blest och Vink 2002. Megafroneta dugdaleae ingår i släktet Megafroneta och familjen täckvävarspindlar. Inga underarter finns listade i Catalogue of Life.